# 布鲁斯·阿瑟
布鲁斯·阿瑟（英語：Bruce Arthur，1921年11月2日—1998年3月22日），澳大利亚男子摔跤运动员。他曾代表澳大利亚参加1950年和1954年大英帝国和英联邦运动会摔跤比赛，其中1950年大英帝国运动会获得一枚银牌。